# Kaneelboleet
De kaneelboleet (Gyroporus castaneus) is een paddenstoel uit de familie Gyroporaceae. Hij is een mycorrhizasymbiont van loofbomen, voornamelijk zomereik (Quercus robur). Hij komt vooral voor in schrale wegbermen onder oude bomen, ook in parken, vroeger ook in bossen, op vochtige tot droge, zandige of lemige bodems. De soort kan gevonden worden van augustus tot in oktober.

## Kenmerken

### Uiterlijke kenmerken
Hoed
De hoed kan een diameter van 3 tot 10 cm bereiken, maar wordt meestal niet groter dan 6 a 7 cm. De kleur is roest- of kastanjebruin. Wanneer het vruchtlichaam jong is, is het halfrond en wordt het naarmate het ouder wordt steeds platter. Het oppervlak is is glad of licht fluwelig. Zowel de hoed als de steel hebben de neiging te barsten tijdens droge perioden of naarmate ze ouder worden.
Poriën en buisjes
De kaneelboleet heeft witte of lichtgele poriën. De poriën verkleuren niet bij kneuzing. 
Steel
De steel heeft dezelfde kleur als de hoed of een iets lichtere teint. De steel is nogal oneffen, bros en hol. 
Vlees
Het vlees is wit. Na het doorsnijden van de paddenstoel verkleurt het niet. Het vlees is hard en stevig als het jong is, broos bij oudere exemplaren. 
Geur en smaak
De smaak is licht, de geur is onduidelijk.
Sporenprint
De sporenprint is bleek geel. 

### Microscopische kenmerken
De sporen zijn eivormig, glad, vrijwel kleurloos en meten 7-10 × 4-6 µm en hebben een lengte-breedteverhouding van 1,5 tot 2,0. Gespen komen voor in het hele hyfensysteem. Er is echter een collectie uit Frankrijk die volledig gespvrij is.

## Ecologie
De kaneelboleet is een mycorrhiza-schimmel die een symbiose vormt met diverse loofbomen, in Midden-Europa vooral met de gewone beuk en met eikensoorten. Hij komt voor op zowel zure als basische bodems. Ook collecties onder dennenbomen zijn bekend. De variëteit Gyroporus castaneus var. minor, beschreven door Giacomo Bresadola in 1916, wordt bijvoorbeeld beschouwd als een dennenmetgezel.

## Verspreiding
De kaneelboleet komt zowel voor in Europa, Noord-Amerika en Azie. In Nederland is hij een vrij algemene soort. Hij staat niet op de rode lijst en is niet bedreigd.

## Naam
Gyroporus betekent "met ronde poriën". De soortaanduiding castaneus staat voor "kastanje-achtig" verwijzend naar de kastanjebruine kleur. 

## Eetbaarheid
De kaneelboleet is geen eetbare paddenstoel vanwege de onzekerheid over de exacte identificatie ervan en de onduidelijke voedselwaarde van nauw verwante, tot nu toe onbeschreven cryptische soorten, vooral omdat er ook een giftige, vergelijkbare soort, Gyroporus ammophilus, op het Iberisch schiereiland voorkomt. Marcel Bon beschreef het al als verdacht in zijn boek uit 1987 “The Mushrooms and Toadstools of Britain and North Western Europe”.

## Classificatie
Vroeger beschouwd als een lid van de familie Paxillaceae, wordt de soort nu geclassificeerd als een lid van de familie Gyroporaceae.

## Foto's

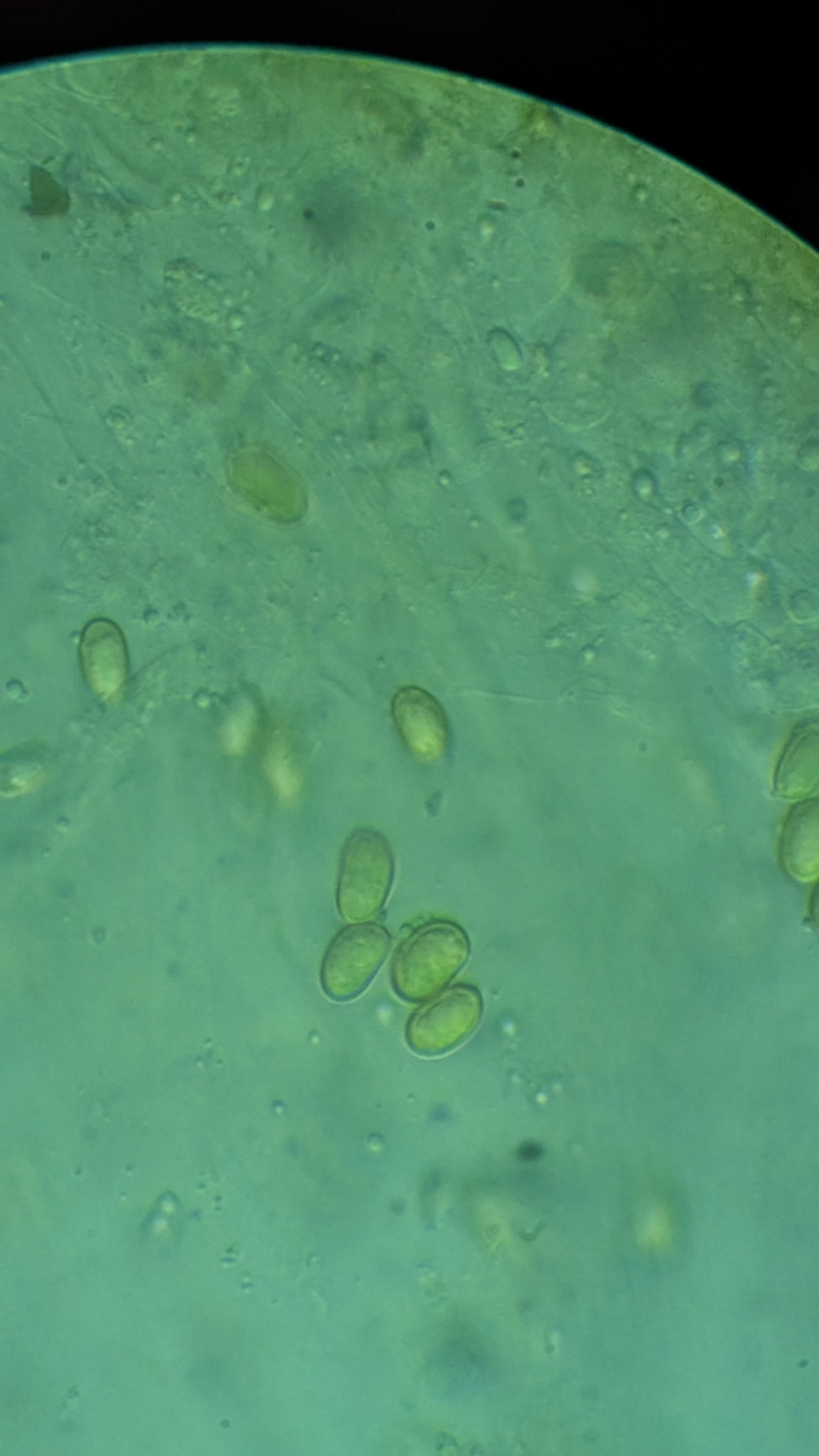
Sporen
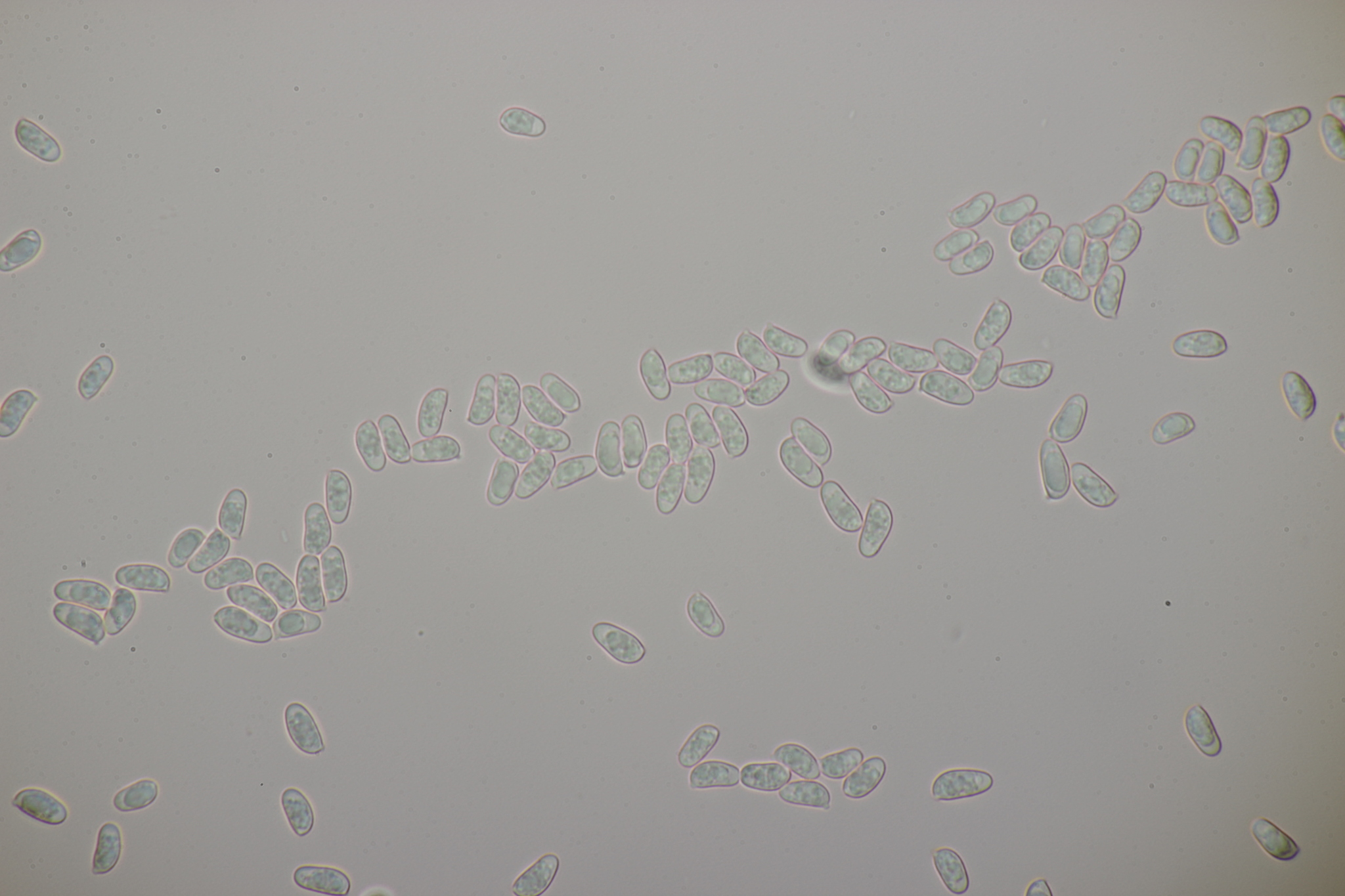
Sporen
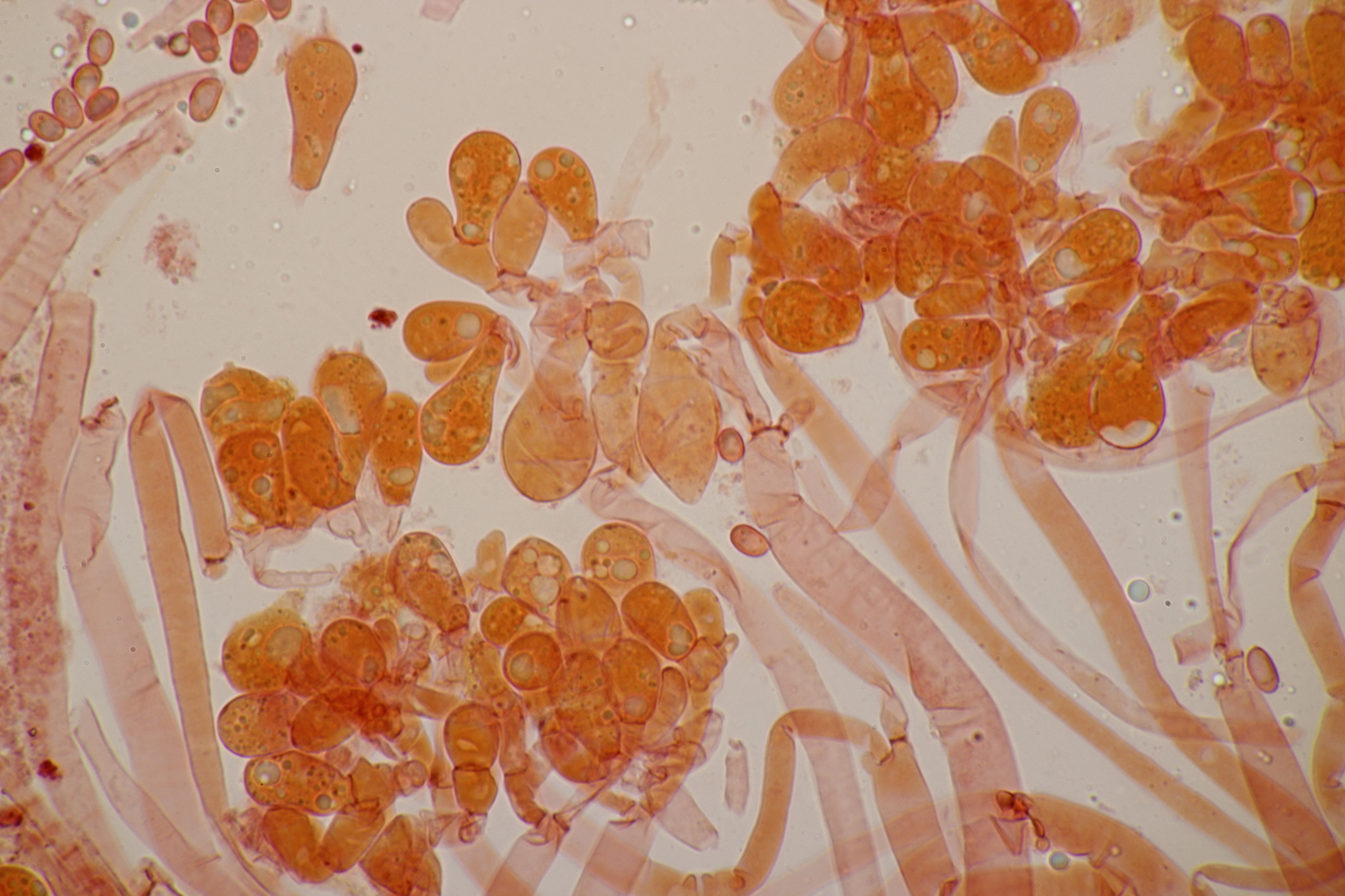
Basdidia
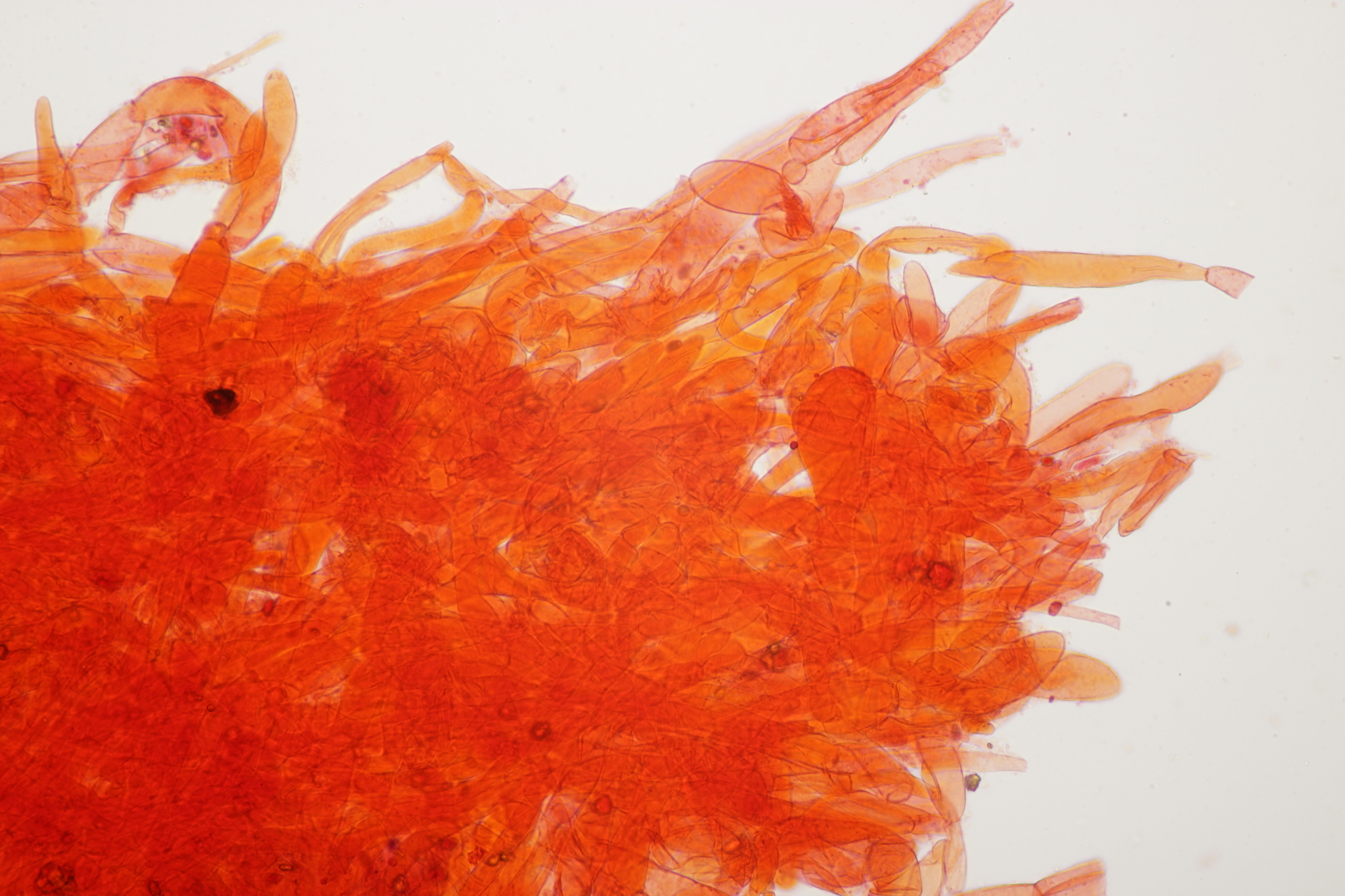